# Кулаура
Кулаура (бенг. কুলাউড়া, англ. Kulaura) — город на востоке Бангладеш, административный центр одноимённого подокруга. Площадь города равна 8,32 км². По данным переписи 2001 года, в городе проживало 21 582 человека, из которых мужчины составляли 50,98 %, женщины — соответственно 49,02 %. Плотность населения равнялась 2594 чел. на 1 км². Уровень грамотности населения составлял 46,2 % (при среднем по Бангладеш показателе 43,1 %). 